# Величка (місто)
Вели́чка (пол. Wieliczka, Вєлічка) — місто в південній Польщі, поблизу Кракова, повітовий центр Малопольського воєводства.

## Географія

### Клімат
| Клімат Велички          | Клімат Велички | Клімат Велички | Клімат Велички | Клімат Велички | Клімат Велички | Клімат Велички | Клімат Велички | Клімат Велички | Клімат Велички | Клімат Велички | Клімат Велички | Клімат Велички | Клімат Велички |
| Показник                | Січ.           | Лют.           | Бер.           | Квіт.          | Трав.          | Черв.          | Лип.           | Серп.          | Вер.           | Жовт.          | Лист.          | Груд.          | Рік            |
| Середній максимум, °C   | −0,1           | 2,1            | 7,1            | 13,5           | 18,7           | 21,6           | 23,0           | 22,8           | 18,8           | 13,8           | 6,8            | 1,8            | 12,5           |
| Середня температура, °C | −3,3           | −1,6           | 2,4            | 7,9            | 13,1           | 16,2           | 17,5           | 16,9           | 13,1           | 8,3            | 3,2            | −1             | 7,7            |
| Середній мінімум, °C    | −6,7           | −4,8           | −1,3           | 3,0            | 7,6            | 10,8           | 12,2           | 11,8           | 8,6            | 4,2            | 0,2            | −4             | 3,5            |
| Днів з опадами          | 8              | 7              | 7              | 8              | 10             | 11             | 10             | 9              | 8              | 7              | 9              | 10             | 104            |
| ----------------------- | -------------- | -------------- | -------------- | -------------- | -------------- | -------------- | -------------- | -------------- | -------------- | -------------- | -------------- | -------------- | -------------- |
| Джерело: www.yr.no      |                |                |                |                |                |                |                |                |                |                |                |                |                |

## Історія
Перші виявлені сліди солеваріння датуються 9 століттям. Саме тоді були засновані перші солеварні, які видобували ропу з джерел. Першими поселенцями, ймовірно, були представники кельтських племен. Згодом їх витіснило слов'янське населення. Значення шахтарського поселення зросло після того, як Казимир Відновитель переніс столицю Польщі з Гнезно до Кракова. Солеварні приносили великий дохід, який був необхідний князю для утримання двору з дружиною та відбудови зруйнованої країни.
Систематичний розвиток шахтарського поселення зупинила татарська навала, яка зруйнувала Краків та околиці. З середини 13 століття виробництво солі у Величці полягало у виварюванні соляного порошку з солоної води. Однак, внаслідок надмірної експлуатації, соляні джерела почали вичерпуватися, і тому почалося поглиблення джерел, або колодязів. У 1252 році були відкриті поклади кам'яної солі, і відтоді сіль почали видобувати глибинним способом. У 1289 році Генрик Праведний, тодішній володар Краківської землі, видав документ, що дозволяв братам Єську та Ізинбольду заснувати місто у Величці за франкським правом. У 1290 році князь Пшемисл II надав Величці міські права.
Наприкінці 13 століття було також засновано Краківську солеварню, до складу якої входили солеварні та пивоварні заводи у Величці та Бохні. Лише у 14 столітті Жупи (Краківська солеварня) забезпечувала третину доходів державної скарбниці. 
У 1311 році, за часів правління Владислава I, виконуючий обов'язки старости Герлах фон Кульпен приєднався до повстання старости Альберта. Після придушення повстання староста втік до Сілезії, де продовжував виконувати обов'язки адміністратора Велічки. У попередні роки у Величці оселилися німецькі шахтарі. Це призвело до того, що латинська мова була витіснена німецькою. Після поразки повстання король відчув зростаючу загрозу германізації і відновив латинську мову. За часів правління Казимира Великого місто переживало стрімкий розвиток. Навколо Велички були збудовані мури, Жупний замок, продовжувала розвиватись економіка. Миколай Вєжинек заснував лікарню та притулок для бездомних.

## Демографія
Демографічна структура станом на 31 березня 2011 року:
|          | Загалом | Допрацездатний вік | Працездатний вік | Постпрацездатний вік |
| -------- | ------- | ------------------ | ---------------- | -------------------- |
| Чоловіки | 9840    | 2064               | 6639             | 1137                 |
| Жінки    | 10719   | 1845               | 6336             | 2538                 |
| Разом    | 20559   | 3909               | 12975            | 3675                 |

## Відомі люди

### Народились
- Марцін Ґолінський — хронікар та міщанин Казімєжа,[5] на праці якого посилався Михайло Грушевський[6]

### Старости
- Ян Кароль Чорторийський

### Поховані
Владислав Мьодович (Władysław Midowicz) - перший і єдиний директор астрономічно-метерологічної обсерваторії на г. Піп Іван, автор книжок про Гуцульщину.